# Leonardo Ximenes
Leonardo Ximenes (Trapani, 27 de dezembro de 1716 - Florença, 4 de maio de 1786) foi um matemático, engenheiro hidráulico e astrônomo italiano. Filho de família jesuíta originalmente espanhola. O nome do observatório na Itália: Osservatorio Ximeniano , tem seu nome em sua homenagem.

## Biografia
Leonardo nasceu em Trapani em uma família de origem espanhola. Desde tenra idade ingressou na Escola de Jesus. sua formação inicial concentra-se em engenharia hidráulica, engenharia civil (em 1765 projeta e constrói a Casa Rossa Ximenes ). Como astrônomo lida com o estudo da determinação da obliquidade da eclíptica , neste esforço restaura Solar meridiano de Santa Maria del Fiore; ensinou matemática na Universidade de Florença.

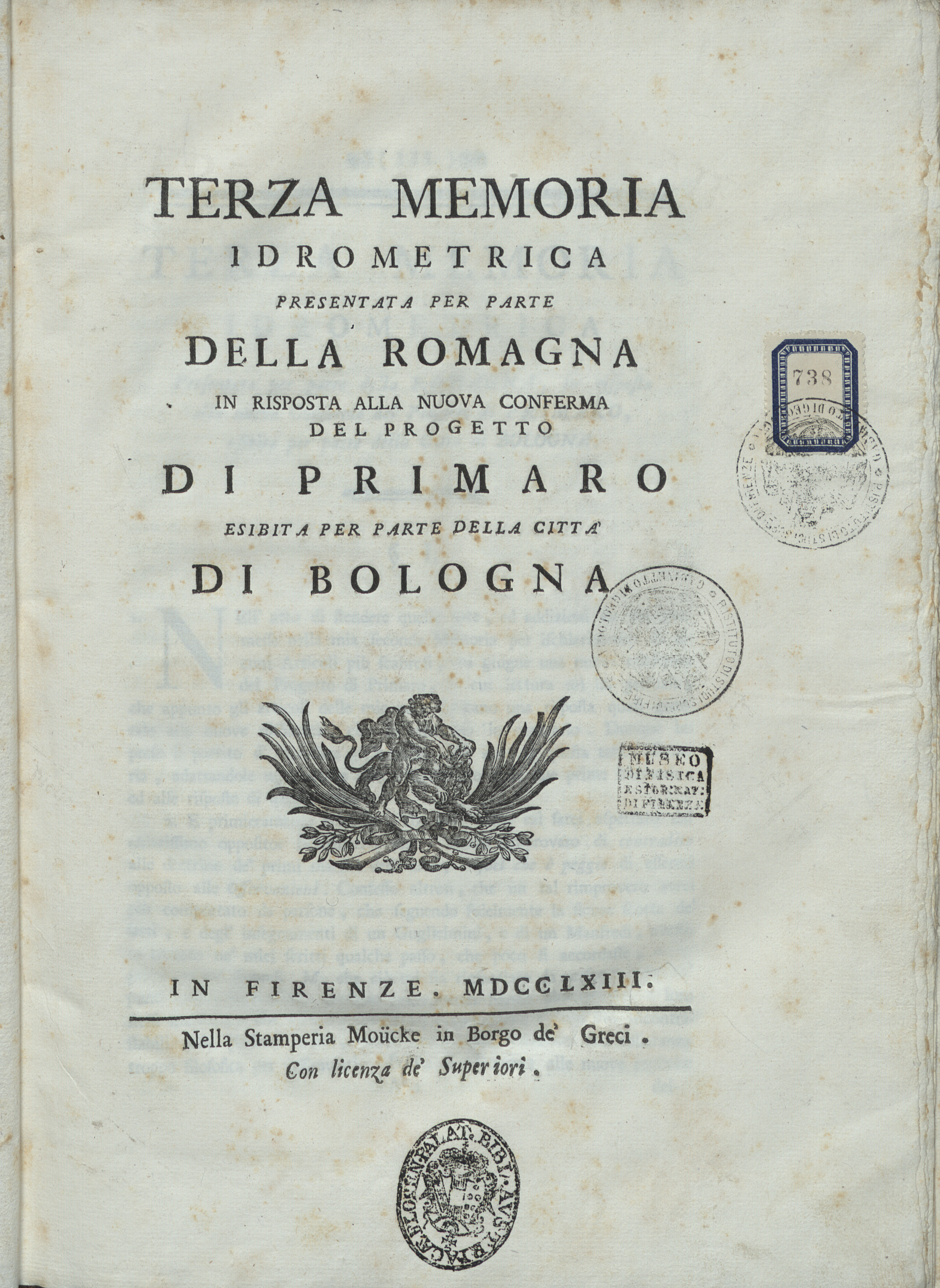
Terza memoria idrometrica, 1763
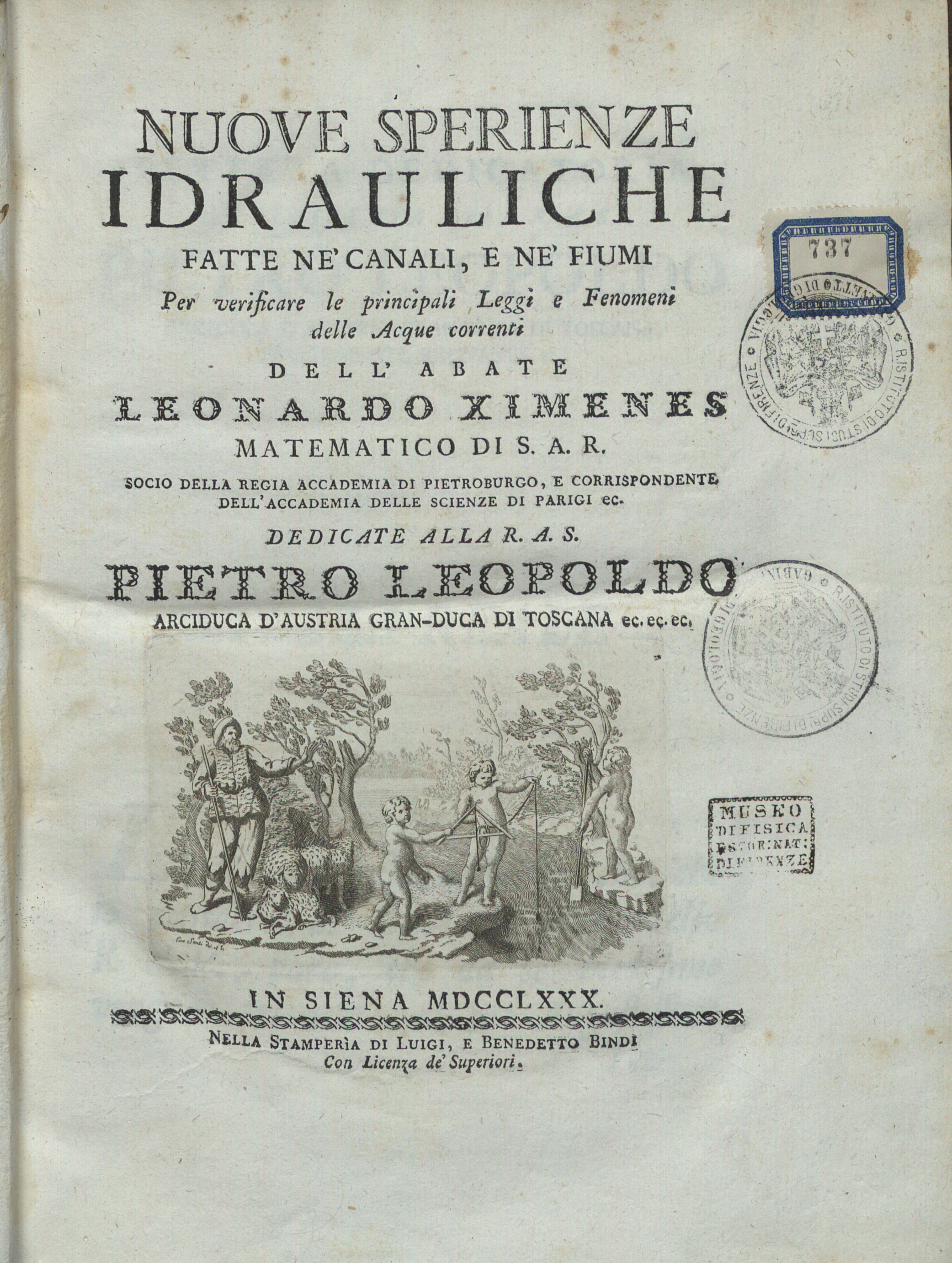
Nuove esperienze idrauliche, 1780